# Lord Vicar
A Lord Vicar (szó szerinti jelentése: "Lelkész úr") finn doom metal zenekar. 2007-ben alakultak meg Turkuban. Zenei hatásukként a klasszikus doom metal együtteseket jelölték meg, pl.: Saint Vitus, Trouble, Pentagram, Witchfinder General, The Obsessed, illetve a klasszikus rockzenekarokat, pl.: Black Sabbath, Led Zeppelin, The Who. A Lord Vicar diszkográfiája négy nagylemezt, egy EP-t és három split lemezt tartalmaz. Lemezkiadóik: I Hate Records, The Church Within Records, Ván Records, Eyes Like Snow Records.

## Tagok
- Jussi "Iron Hammer" Myllykoski - basszusgitár
- Gareth Milsted - ütős hangszerek
- Kimi Karki "Peter Vicar" - elektromos gitár
- Christian "Chritus" Linderson - ének
- Sami Albert Hynninen - basszusgitár (koncert-tag)

## Diszkográfia
Stúdióalbumok
- Fear No Pain (2008)
- Signs of Osiris (2011)
- Gates of Flesh (2016)
- The Black Powder (2019)

## Egyéb kiadványok
- The Demon of Freedom (2008, EP)
- Lord Vicar / Griftegard (split lemez a Griftegarddal, 2011)
- Lord Vicar / Funeral Circle (split lemez a Funeral Circle-lel, 2011)
- Lord Vicar / Revelation (split lemez a Revelationnel, 2012)